# 哈佛校报

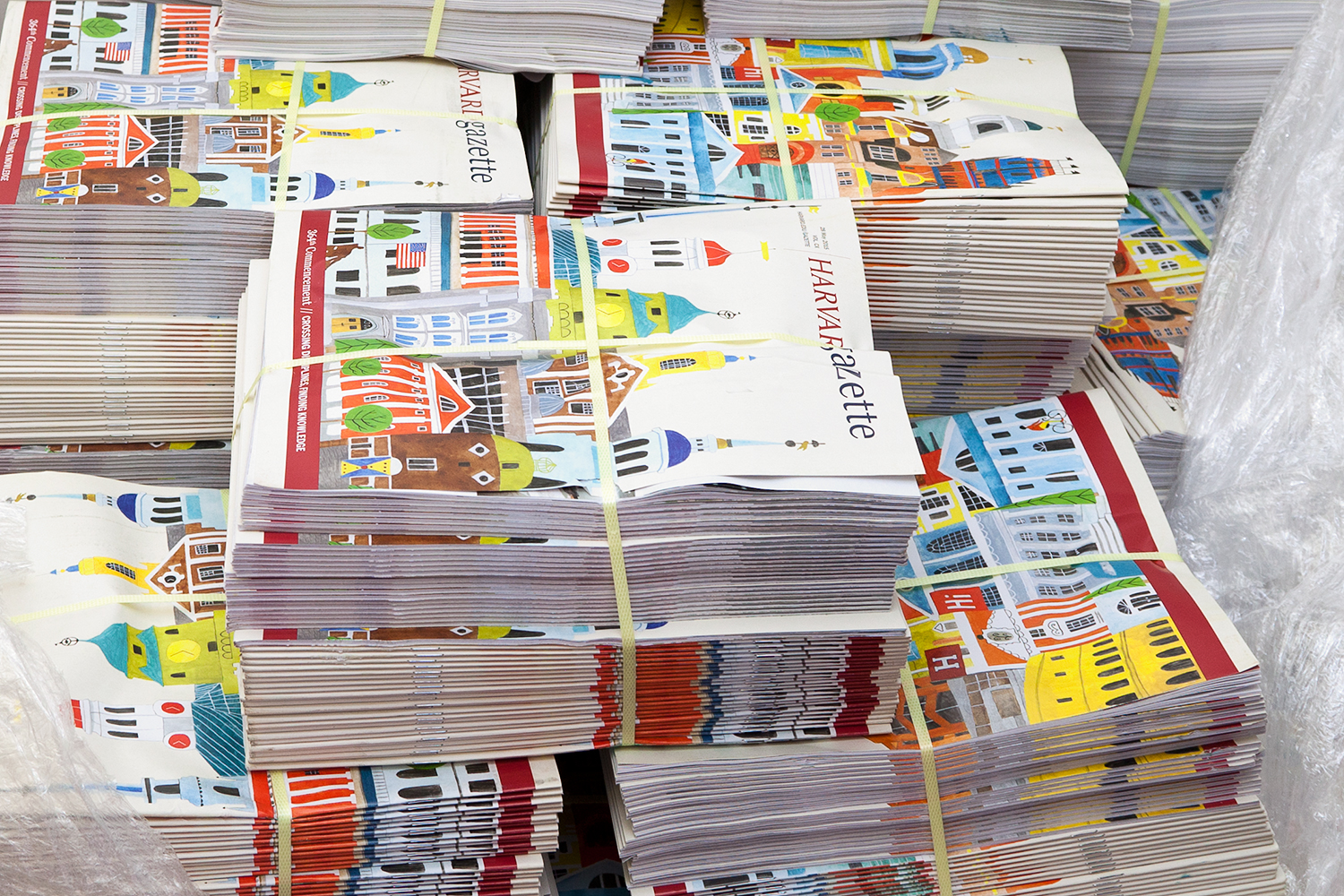
《哈佛校报》在学校第364次开学典礼上分发

《哈佛校报》（英語：The Harvard Gazette）是哈佛大学的官方新闻网站，报道校园生活，哈佛大学议题和政治，教学、学习、研究中的创新，更广泛的全国和世界性议题。报纸也帮助和哈佛大学相关的组织分发信息。
哈佛校报是哈佛大学公众关系部门的组成部分。